# MuSK protein
MuSK (mišićno specifična kinaza) je receptorska tirozinska kinaza koja je neophodna za formiranje i održavanje neuromaskularnih spojeva. Ona se aktivira destvom nervnog proteoglikana, zvanog agrin.

## MuSK je neophodna za formiranje neuromuskularnih spojeva
Tokom razvića, rastući kraj motorno neuronskih aksona izlučuje protein agrin. Ovaj protein se vezuje za nekoliko receptora na površini skeletalnih mišića. Receptor koji je neophodan za formiranje neuromuskularnog spoja, dela nervno-mišićne sinapse, je MuSK. MuSK je receptorska tirozinska kinaza, te indukuje ćelijsku signalizaciju putem adicije fosfatnih molekula na specifične tirozine na sebi, i na proteinima koji se vezuju za citoplazmični domen receptora.

## Literatura
- Singhal, Neha; Martin, Paul T. (2011). „Role of extracellular matrix proteins and their receptors in the development of the vertebrate neuromuscular junction”. Developmental Neurobiology. 71 (11): 982—1005. ISSN 1932-846X. PMC 3472639 . PMID 21766463. doi:10.1002/dneu.20953.
- Ghazanfari, Nazanin; Fernandez, Kristine J.; Murata, Yui; Morsch, Marco; Ngo, Shyuan T.; Reddel, Stephen W.; Noakes, Peter G.; Phillips, William D. (2011). „Muscle Specific Kinase: Organiser of synaptic membrane domains”. The International Journal of Biochemistry & Cell Biology. 43 (3): 295—298. ISSN 1878-5875. PMID 20974278. doi:10.1016/j.biocel.2010.10.008.
- Madhavan, Raghavan; Peng, H. (2005). „Molecular regulation of postsynaptic differentiation at the neuromuscular junction”. Iubmb Life (International Union of Biochemistry and Molecular Biology: Life). 57 (11): 719—730. ISSN 1521-6543. PMID 16511964. S2CID 33173571. doi:10.1080/15216540500338739.
- Strochlic, Laure; Cartaud, Annie; Cartaud, Jean (2005). „The synaptic muscle-specific kinase (MuSK) complex: New partners, new functions” (PDF). BioEssays. 27 (11): 1129—1135. ISSN 0265-9247. PMID 16237673. S2CID 7386607. doi:10.1002/bies.20305.